# Sophie-Amélie de Nassau-Sarrebruck
Sophie-Amélie de Nassau-Sarrebruck (en allemand Sofie Amalie von Nassau-Saarbrücken) est née à Sarrebruck (comté de Nassau-Sarrebruck) le 19 septembre 1666 et meurt à Langenbourg le 29 octobre 1736. Elle est la fille du comte Gustave-Adolphe de Nassau-Sarrebruck (1632-1677) et d'Éléonore-Claire de Hohenlohe-Neuenstein (1632-1709). 

## Mariage et descendance
Le 22 août 1686 elle se marie à Langenbourg avec Albert-Wolfgang de Hohenlohe-Langenbourg (1659-1715), fils du comte Henri-Frédéric de Hohenlohe-Langenbourg (1625-1699) et de la comtesse Julienne-Dorothée de Castell-Remlingen (1640-1706). De ce mariage naissent les enfants suivants :
- Eléonore Julienne (1687-1701)
- Frédéric-Louis (1688-1688)
- Sophie-Charlotte (1690-1691)
- Philippe (1692-1699)
- Christiane (1693-1695)
- Louis de Hohenlohe-Langenbourg (1696-1765), marié à la comtesse Éléonore de Nassau-Sarrebruck (1707-1769)
- Charlotte (1697-1743)
- Christian (1699-1719)
- Albertine (1701-1773), mariée à Philippe-Henri de Hohenlohe-Ingelfingen (1702-1781)
- Sophie Frédérique (1702-1734)
- Henriette (1704-1709)
- Charles Frédéric (1706-1718)